# Anne-Marie Mukwayanzo Mpundu
 (octobre 2023).
Anne-Marie Mukwayanzo Mpundu, née en République démocratique du Congo, est la secrétaire exécutive de la ville province de Kinshasa à la Commission Electorale Nationale Indépendante (CENI) ,,,.

## Biographie
Anne-Marie Mukwayanzo Mpundu, née en république démocratique du Congo, détentrice d'un diplôme en relations internationales. Elle a également suivi une formation sur la gestion des conflits et les droits humains, spécialisée dans les droits des femmes et sur le genre et le développement durable,,.
Elle préside l'organisation des Femmes Chrétiennes pour la Démocratie et le Development (FCDD).